# Salix kangdingensis
Salix kangdingensis är en videväxtart som beskrevs av S.D. Zhao och C.F. Fang. Salix kangdingensis ingår i släktet viden, och familjen videväxter. Inga underarter finns listade i Catalogue of Life.